# Феррейра, Осмар
Осма́р Даниэ́ль Ферре́йра (исп. Osmar Daniel Ferreyra; 9 января 1983, Басавильбасо) — аргентинский футболист, полузащитник.

## Карьера
Начал заниматься футболом в своём родном городке Басавильбасо в возрасте 7 лет. В 1994 году команда его футбольной школы «Химнасия Эсгрима» проводила товарищеский матч со своими 11-летними сверстниками из сборной страны, и Осмар был замечен скаутами знаменитого «Ривер Плейта», в школе которого и продолжил своё футбольное образование. Там же, в «Ривер Плейте», начал свою профессиональную карьеру. После того, как Осмар Даниэль хорошо себя зарекомендовал на молодёжном чемпионате мира 2003 года (7 игр, 2 гола), оказался в московском ЦСКА, где провёл 2 следующих сезона. Впоследствии выступал в нидерландском ПСВ, аргентинском «Сан-Лоренсо», украинском «Днепре».
В составе «Днепра» дебютировал 9 марта 2008 года в игре против ахтырского «Нефтяника-Укрнафты» (ничья 1:1). Несмотря на атакующую позицию на поле и постоянное направление игрока на ворота противника, долгое время не мог открыть счет забитым голам в чемпионатах Украины. Впервые отличился забитым голом в своей 32-й игре в чемпионатах Украины (6 декабря 2009 года реализовал пенальти в матче против донецкого «Металлурга»).

## Достижения
- Серебряный призёр чемпионата России: 2004
- Чемпион России: 2005
- Обладатель Кубка России: 2004/05
- Обладатель Кубка УЕФА: 2004/05[2]
- Чемпион Нидерландов: 2005/06
- Чемпион Аргентины (2): 2007 (Клаусура), 2014 (Финаль)
- Обладатель Южноамериканского кубка: 2014 (не сыграл ни одного матча)
- Победитель Панамериканских игр: 2003